# Зухайр ас-Саклабі
Абу'л-Касим Зухайр ас-Саклабі Амід ад-Даула (араб. أبو القاسم زهير الصقلبي عماد الدولة; д/н — 4 серпня 1038) — 3-й емір Альмерійської тайфи в 1028—1038 роках. Відомий також як Зухайр аль-Амірі.

## Життєпис
Був військовиком із сакаліба. Брав участь у походах хаджиба Аль-Мансура та його синів. Хаджиб Абд аль-Малік аль-Музаффар призначив Хайрана одним з 26 великих фата.
Згодом стає помічником Хайрана, одного з очільників сакаліба в Кордовському халіфаті. З 1012 року брав участь у походах Хайрана з розширення його володінь. 1016 року Зухайр допоміг Хайрану уникнути пастки від халіфа Алі ан-Насира. На дяку за це Хайран призначив Зухайра валі (намісником) Мурсії.
1018 року Зухайр отримав від нового халіфа Аль-Касіма аль-Мамуна міста Баесу, Хаєн і Калатраву, почесний титул Амід ад-Даула (Стовп держави), проте Зухайр залишився вірним Хайрану. 1028 році перед смертю останній призначив Зухайра своїм спадкоємцем. Того ж року він успадкував владу в Альмерійській тайфі. Швидко придушив заколот іншого вождя сакаліба на ім'я Мусалам в Оріуелі. Втім мусив поступитися містом Шатіва на користь Абд аль-Азіза, еміра Валенсії.
Невдовзі встановив владу в містах Альзіра, Лорка, Аліканте, Альбасете. 1034 року зумів захопити Кордову. Але 1035 року проти нього виступив Аббад I, емір Севільї, який висунув на трон Псевдо-Гішама II, якого підтримало більшість емірів тайф Аль-Андалуса. В результаті Зухайр втратив Кордову. Це послабило авторитет еміра, чим скористався рід Тахірідів, що повстав у Мурсії, та рід Ллабун в Лорці. Втім зміг їх приборкати, але визнав намісниками в цих містах. Водночас в протистоянні з Севільською тайфою уклав союз із Кармонською тайфою, що призвело до конфлікту з Гранадською тайфою, оскільки цими державами правили ворожі берберські племена — зенати і санхаджа.
4 серпня 1038 року в битві поблизу Аль-Фунта (Альпуенте) Зухайр зазнав нищівної поразки від гранадського війська. В цій битві загинув сам альмерійський емір та його спадкоємець Хузайл. В результаті володіння Альмерійської тайфи було поділено між Гранадською і Севільською тайфами. Владу в Альмерії захопив Абу Бакр аль-Раміні.